# Thomas Roijakkers
Thomas Roijakkers (* 26. November 1978 in Deurne) ist ein niederländischer Basketballtrainer.

## Leben
Der Bruder von Johan Roijakkers betreute ab 1998 Jugendmannschaften als Trainer. In der Saison 2004/05 war er Assistenztrainer beim niederländischen Erstligisten Cape Holland sowie weiterhin in der Jugendarbeit tätig. Im Juni 2005 wurde er vom deutschen Damen-Bundesligisten TV Bensberg als Cheftrainer eingestellt. Ende Oktober 2005 trat er zurück, da er eine Zusammenarbeit mit zwei seiner Spielerinnen als nicht möglich ansah.
In der Sommerpause 2006 trat er das Traineramt beim SV Halle in 2. Damen-Bundesliga in Deutschland an und führte Halle in der Saison 2006/07 zum Meistertitel in der Nordstaffel der zweiten Liga und somit zum Erstligaaufstieg. In der Saison 2007/08 erreichte Halle als Bundesliga-Neuling unter Roijakkers Leitung das Viertelfinale, stand im deutschen Pokalwettbewerb unter den besten Vier und wurde in der Stadt Halle als Mannschaft des Jahres 2007 ausgezeichnet. Seine Amtszeit in Halle endete nach dem Saisonende 2007/08.
2008/09 arbeitete er in seinem Heimatland als Assistenztrainer des Erstligisten Upstairs Weert, anschließend war er in derselben Liga von 2009 bis 2011 Co-Trainer bei Landstede Zwolle und danach ebenfalls in Zwolle Jugendtrainer. Er nahm Ende November 2012 das Angebot des belgischen Damen-Erstligisten DBC Houthalen an, die dortige Cheftrainerstelle zu übernehmen. Im Februar 2013 kam es wieder zur Trennung, nachdem es ihm nicht gelungen war, Houthalen vom letzten Tabellenplatz wegzuführen. In der Sommerpause 2013 einigte er sich mit dem deutschen Damen-Vizemeister Rhein-Main Baskets auf eine Zusammenarbeit, zog seine Zusage aber noch vor dem Saisonbeginn zurück und trainierte fortan ebenfalls in Deutschland den Herren-Drittligisten Citybasket Recklinghausen. In der Saison 2013/14 erreichte die Mannschaft unter seiner Leitung das Achtelfinale in der 2. Bundesliga ProB. Die von ihm angeleitete Truppe wurde in der Stadt Recklinghausen als Mannschaft des Jahres 2014 ausgezeichnet. Ende März 2015 wurde er in Recklinghausen entlassen.
In der Saison 2015/16 war Roijakkers Co-Trainer des belgischen Erstligisten Stella Artois Leuven. Im Juli 2016 wurde er als neuer Cheftrainer des deutschen Drittligisten RSV Eintracht vorgestellt, Ende Februar 2017 trennte sich der brandenburgische Verein aufgrund der sportlich angespannten Lage vom Niederländer. Kurz darauf verpflichtete mit den Dragons Rhöndorf ein anderer deutscher Drittligist Roijakkers als Trainer. Der Niederländer sollte in der Abstiegsrunde neuen Schwung in die Mannschaft der Rheinländer bringen. Er führte Rhöndorf im Frühjahr 2017 knapp zum Klassenerhalt, damit endete seine dortige Amtszeit.
Er arbeitete in der ersten Hälfte des Spieljahres 2017/18 als Assistenztrainer beim belgischen Erstligisten Limburg United, in der Saison 2018/19 hatte er dieses Amt bei Spirou Charleroi (ebenfalls erste belgische Liga) inne. Während der Sommer 2018 und 2019 war Roijakkers jeweils als Trainer in einer Sommerliga in Las Vegas im US-Bundesstaat Nevada tätig. Im Vorfeld der Saison 2019/20 wurde er als neuer Cheftrainer der japanischen Mannschaft Saitama Broncos vorgestellt, konnte dieses Amt aus persönlichen Gründen letztlich aber nicht antreten.
Anfang Juli 2020 wurde er als Cheftrainer des österreichischen Zweitligisten Dornbirn Lions vorgestellt. Er blieb bis zum Ende der Saison 2020/21 im Amt. Im Oktober 2021 trat er auf Taiwan das Amt des Assistenztrainers bei der Mannschaft Formosa Taishin Dreamers an und war als solcher bis 2023 beschäftigt.
Im Juli 2023 wurde Roijakkers Assistenztrainer beim deutschen Bundesligisten EWE Baskets Oldenburg. Ende September 2023 endete die Zusammenarbeit. Roijakkers übernahm Mitte April 2024 das Traineramt bei RANS Simba Bogor in Indonesien. Er führte die Mannschaft in den restlichen Spielen der Saisonhauptrunde zu zehn Siegen und sechs Niederlagen, ehe man im Viertelfinale der indonesischen Meisterschaft ausschied. Roijakkers’ Vertrag wurde anschließend nicht verlängert.
Im Januar 2025 wurde er Cheftrainer der Mumbai Titans in der indischen Liga INBL Pro.